# Београдска група
Београдска група је уметничка група основана 1958. године. Групи су припадали сликари Ђорђе Бошан (1918–1984), Ксенија Дивјак (1924–1995), Оливера Кангрга (1923–1999), Мајда Курник (1920–1967), Марио Маскарели (1918–1996) и Марклен Мосијенко (1928) и вајари Матија Вуковић (1925–1985), Ангелина Гаталица (1924–2001), Никола Јанковић (1926) и Славољуб Вава Станковић (1928–2006).